# Gevgelija
Gevgelija (makedonska: Гевгелија [ɡɛvˈɡɛlija] lyssna (fil)) är en stad i kommunen Gevgelija i sydöstra Nordmakedonien. Staden ligger längs med floden Vardar, vid gränsen till Grekland. Gevgelija hade 15 156 invånare vid folkräkningen år 2021.
Motorvägen mellan Belgrad och Thessaloniki går förbi Gevgelija. Även järnvägen mellan samma städer går förbi.
Av invånarna i Gevgelija är 95,27 % makedonier, 1,82 % valaker och 1,37 % serber (2021).